# Сузан Петрили
Сузан Петрили (на италиански: Susan Petrilli) е професор по философия и теория на езика в Департамента по езикови практики и анализ на текста в Университета на Бари, Италия.

## Биография
Сузан Петрили е бакалавър cum laude по Лингвистика и чужди литератури с дипломна работа по наратология на тема „Burmese Days“ (1977), магистър cum laude по Литература с дипломна работа за връзката между художествен текст и философска мисъл на тема „Lo Zibaldone di Giacomo Leopardi“ (1980) и доктор по Теория на езика и науката за знаците (1993) в Университета в Бари.
Между 1980 и 1986 г. Сузан Петрили е лектор по английски в Университета в Бари. Доцент по семиотика (2000).

## Сузан Петрили в България
Сузан Петрили участва в работата на Четвъртата ранноесенна школа по семиотика на Нов български университет (през 1998 г.).